# Scary Godmother

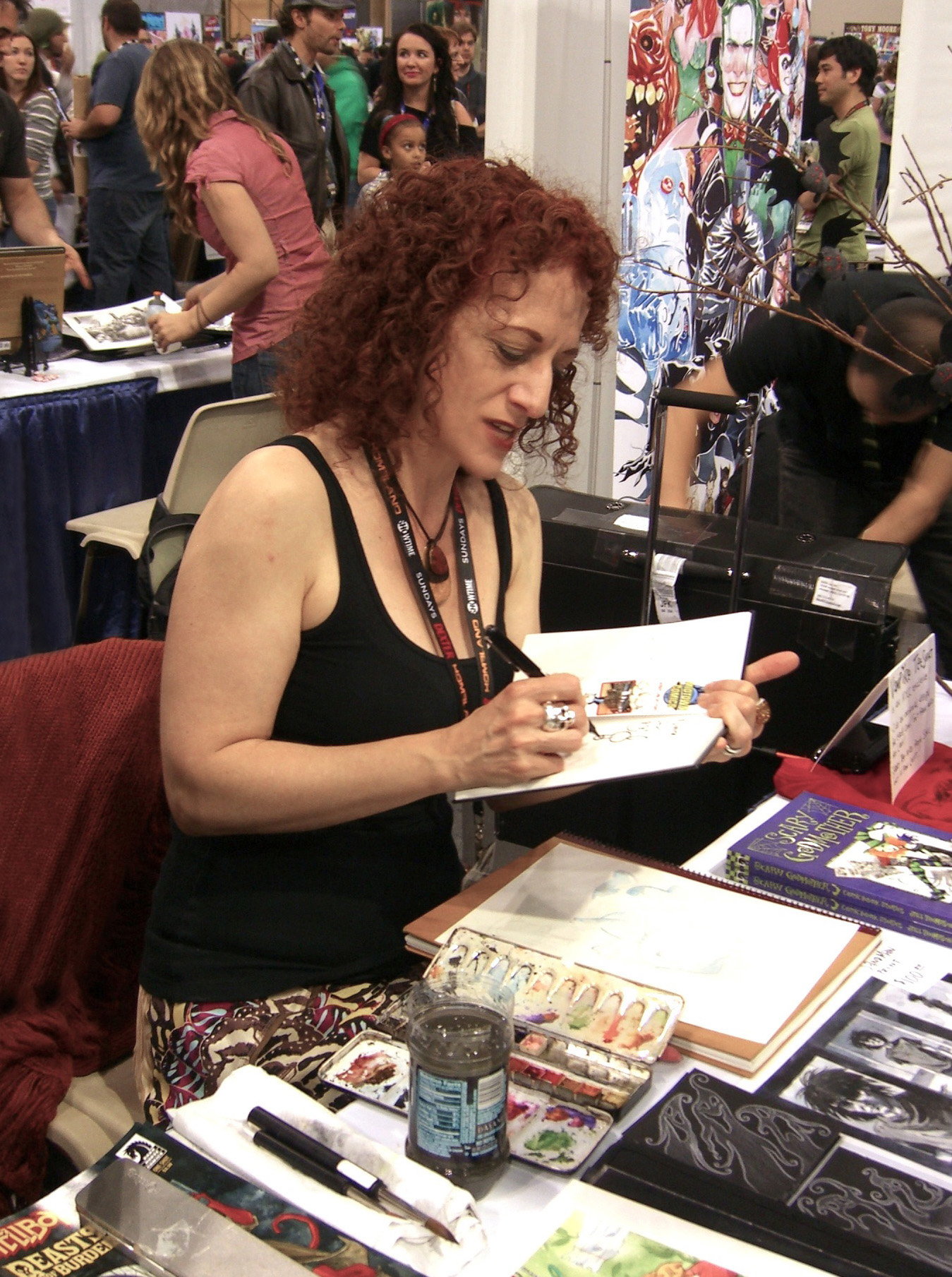
Jill Thompson signiert Scary Godmother Bücher

Scary Godmother ist eine amerikanische Kinderbuch- und Comicserie der Schriftstellerin Jill Thompson, publiziert bei Sirius Entertainment seit 1997.

## Charaktere

### Hauptfiguren
- Scary Godmother – Eine große, schlanke und gut aussehende Fee und Hexe mit langen lockigen Haaren, blassgrüner Haut, kleinen Fledermausflügeln an ihrem Rücken und grünen Leggings. Sie lebt auf der Schreckensseite, da wo die Halloween-Monster leben. Befreundet ist sie mit einem kleinen Mädchen namens Hannah Marie, die von ihrem älteren Cousin Jimmy erschreckt wurde, als er die Türklinke des Geisterhauses von Scary Godmother und ihren „Besenfreunden“ hinter ihr versperrte. Sie reitet einen Besen und hat eine Geisterkatze namens Boozle. Thompson hat angemerkt, dass der Charakter Ähnlichkeit mit seiner Schöpferin hat.[1] Im Fernsehfilm wird sie gesprochen von Tabitha St.Germain.

- Hannah Marie – Hannah hat große Angst vor Monstern, bis ihr klar wird, dass Monster keine Kinder fressen. Hannah ist süß, aber ihr übler Cousin Jimmy und seine Freunde erschrecken Hannah gerne. Allerdings erschrecken sie sich manchmal auch vor sich selbst. Hannah wird gesprochen von Britt McKillip.

- Jimmy – Hannahs Cousin, welcher wenig Zuneigung zu Hannah verspürt. Seit er sie nicht mehr mit „Süßem oder Saurem“ ärgern will, plant er stattdessen mit seinen Freunden, sie zu ängstigen. Jedoch bricht sein Plan zusammen, als Hannah sich mit Scary Godmother und ihren Besenfreunden anfreundet. Sie zusammen verabreichen Jimmy und seinen Freunden eine Dosis ihrer eigenen Medizin. Ein Jahr später ist er davon so verängstigt, dass er versucht Halloween zu verhindern. Er zerstörte alle Dinge, die zu Halloween gehören, wie Kürbisse, Kostüme und Süßigkeiten. Jedoch kommt er mit Halloween in Berührung, als er in eine Party stolpert, die Scary Godmother und Hannah zusammen mit ihren Freunden feiern. Meist trägt er ein Teufelskostüm zu Halloween. Er war der Antagonist des 1. und des 2. Buches, aber am Ende des 2. Buches und für den Rest der Serie wandelte er sich zum Guten. Er wird gesprochen von Will Friedle.

- Jimmys Freunde – Jimmys drei Kompagnons, welche ihm helfen Hannah-Marie an ihrem ersten Halloween zu erschrecken. Anders als Jimmy sind es keine bösen Kinder, nur unterliegen sie seinem schlechten Einfluss. Sie werden Teil von Hannahs Gruppe und helfen ihr sogar Halloween zu retten, als Jimmy versucht es zu ruinieren.

- - Bert – Ein Junge und der einfallsreichste der Drei. Verkleidet als ein Baseballspieler, trägt er die Schablone eines SUV rund um seinen Körper. Gesprochen wird er von Kevin Kleinbeirg.
  - Daryl – Süß und naiv. Verkleidet als ein Bonbon. Er hat ein Auge auf Katie geworfen. Gesprochen wird er von Anthony Asbury.
  - Katie – Sie ist die netteste der Drei. Hat ein Auge auf Daryl geworfen, was von ihm erwidert wird, seit sie ihm gesagt hat, dass sie ihm einen Kuss mit Schokolade abhandeln möchte, auch wenn es manchmal so aussieht, als wenn sie Jimmy mag. Verkleidet ist sie als schwarze Katze. Gesprochen wird sie von Lacey Chabert.

### Monster
- Mr. Skully Pettibone – Scary Godmothers Besenfreund. Er ist das Skelett, welches sich in Kleiderschränken versteckt um Geheimnisse zu behalten und, wie er sagt, nur rumrasselt. Kommt Halloween, gibt es nichts verrückteres als die Knochen auf einer guten Party locker rollen zu lassen. Seine Charakterisierung in den Büchern und auch im größeren Ausmaß in den animierten Specials, ist zu einem großen Teil, dass von einem stereotypen „besten Freund der weiblichen Hauptrolle“, wie seine immer wieder kommenden Vorschläge. Gesprochen wird er von Scott McNeil.

- Bug-A-Boo – Ein anderer Besenfreund von Scary Godmother. Er ist ein großes, rundes Monster mit vielen gelben Augen, Pelz, einem Pony, Hörnern und einem großen Mund mit scharfen Zähnen. Er ist die Sorte Monster, welche in Kellern, unter Betten, in Schränken und anderen tiefen, dunklen Orten lauern und wissen, dass Kinder Angst vor ihnen haben, sogar Jimmy und seine Freunde. Voller Angst vor ihm, nennt Hannah ihn zuerst das „Monster im Keller“, welches, so hatte Jimmy ihr gesagt, Kinder frisst, wenn sie es nicht mit Bonbons füttern. Als sie das macht erzählt Bug-A-Boo ihr, dass es seine Aufgabe sei Kinder zu erschrecken, nicht sie zu fressen. „Wenn ich alle Kinder fressen würde, hätte ich ja keine Arbeit mehr.“ Seitdem sind die beiden dicke Freunde. Er wird gesprochen von Gary Chalk.

- Harry – Ein gesprächiger Werwolf, der ein blaues Shirt aus Lammwolle trägt. Er stammt aus Ackerman Forest (ein Wortspiel mit Forrest J. Ackerman), welches irgendwo in der Schreckensseite liegt. Mit einer egozentrisch und mitleidigen Persönlichkeit und einem unersättlichen Hunger auf Essen, besonders Bonbons und Süßigkeiten, ist er einer von Scary Godmothers Freunden, aber auch ein großes Ärgernis für sie und für ihre Freunde. Er ist ein großer Fan der TV-Show The Spectral Six. Es ist jedoch bemerkenswert, dass Harry dennoch ein ausgewachsener männlicher Werwolf ist, mit messerscharfen Klauen und Zähnen, unglaublicher Stärke und Wolfssinnen. Es wäre unklug zwischen ihn und etwas, das er haben möchte, zu geraten. Er wird gesprochen von Gary Chalk.

- Count Maxwell – Ein großer, dünner und schneller Vampir, gekleidet in schwarz. Der bekannteste Vampir auf der Schreckensseite, er ist der „König der Nacht“. Normalerweise eher altmodisch, fühlt sich Maxwell unwohl so außerhalb der Zeit zu sein. Seine visuelle Gestaltung erinnert an die des Count Orlok in Murnaus Nosferatu gespielt von Max Schreck. Er wird gesprochen von Scott McNeil.

- Ruby – die wunderschöne Frau von Max, auch sie ist ein Vampir und die „Königin der Nacht“. Sie ist viel moderner als ihr Mann, was ihn sehr mitnimmt. Sie hat lange, schwarze Haare und trägt Kleider aus Satin. Ihr Aussehen erinnert an das der Gastgeberin der 1950er Horror-Show Vampira. Gesprochen wird sie mit einem russischen Akzent von Tabitha St. Germain.

- Orson – der jugendliche Sohn von Max und Ruby. Ebenfalls ein Vampir, wie seine Eltern. Er ist der „Prinz der Nacht“. Er trägt moderne Gothic-Kleidung, eine dünne, runde Brille und hat blau gefärbte Haare. Er hat ein Auge auf Hannah geworfen. Gesprochen wird er von Richie Warke.

## Entwicklung
Thomson beschreibt ihre Arbeit und die Charaktere auf diese Art: „Scary Godmother ist wie deine märchenhafte Patin, aber für Halloween. Es gibt wirklich nichts schreckerregendes bei Scary Godmother. Sie ist lustig und makaber, erinnert an Kindheit eingemischt mit ein wenig sozialen Komponenten.“
Sie erklärt, dass „Comics inzwischen so getrennt sind“ und „dass sie etwas schaffen wollte, welches beiden, jungen und erwachsenen Lesern gefällt“. Sie entschloss sich, etwas mit Bezug auf Halloween zu schaffen, nachdem sie für ihre Nichte ein auf Halloween basierendes Buch suchte und nichts fand, was ihr gefiel.
Die Bücher sind eine Mischung aus Bilderbuch in einem Comicformat. Thompson machte die Begleitzeichnungen zum Text ebenso selbst wie die Cover der Bücher für Scary Godmother und sie sagte, dass die Planung und das Einhalten der Zeitvorgaben eine Herausforderung sein können.

## Comics
- Scary Godmother (1997) Buch
  - deutscher Titel: Scary Godmother / 1. Süsses oder Saures (2002) Buch
- Revenge of Jimmy (1998) Buch
  - deutscher Titel: Scary Godmother / 2. Jimmy's Rache (2002) Buch
- My Bloody Valentine (1998) Comic (Einzelausgabe)
- Halloween Spooktakular (1998) Comic (Einzelausgabe)
- The Mystery Date (1999) Buch
- Boo Floo (2000) Buch
- Scary Godmother Activity Book (2000) Comic (Einzelausgabe)
- Wild About Harry (2001) Comic Miniserie (3 Ausgaben)
- Ghoul's Out for Summer (2003) Comic Miniserie (6 Ausgaben)
- Spooktacular Stories (2004)

## Preise
- Das erste Buch Scary Godmother war nominiert für den Comics Buyer's Guide Fan Preis für „Favorite Original Graphic Novel“  1998.
- 1998 – nominiert für den „Lulu of the Year“
- 1999 – Gewinn des „Lulu of the Year“
- 2001 – „Eisner Award“ in der Kategorie Best Painter/Multimedia

## Verfilmungen
Es wurden zwei Filme auf Basis der Serie produziert. Der Erste Scary Godmother: Halloween Spooktacular feierte seine TV-Premiere in Europa, Lateinamerika, Australien und Kanada im Jahr 2003. Später erschien er auch in den Vereinigten Staaten von Amerika, gesendet im Cartoon Network im Jahr 2004. Der Film war der erste, für den Mainframe Entertainment seine neue Animationssoftware benutzte. Jill Thompson war Co-Autorin des Drehbuchs und hatte kreativen Einfluss in diesem Projekt. Als ihr die ersten Charakterstudien für den Film gezeigt wurden, die auf den Aquarellzeichnungen in ihrem Buch basierten, forderte sie, dass die Charaktere komplett Computer-designend sein sollten.
In einem Interview erklärte Thompson, warum sie dies so wollte:

I'm doing 2D. Nobody else should be doing 2D, just me.

„Ich male sie in 2D. Niemand außer mir soll sie in 2D malen.“

Wie auch immer, die meist statischen Hintergründe, die in dem Film benutzt wurden, erinnern mehr an die traditionelle CEL Animation oder die Illustrationen in Thompsons Büchern. Deshalb erscheinen die 3D-Charaktere oft, als wenn sie aus dem Hintergrund hervorspringen würden. Der visuelle Eindruck des Films wurde eher beschrieben wie bei Tim Burtons The Nightmare Before Christmas als bei einem Computer-Animiertem Film wie Findet Nemo. Eine Rezension des Filmes im School Library Journal jedoch beschreibt den Film als „Toy Story trifft auf Tim Burton“ der an die Aquarell-Abbildungen Thompsons erinnert.
Der zweite Film, Scary Godmother: The Revenge of Jimmy basierend auf dem zweiten Buch, feierte seine Premiere im Jahr 2005.